# コスピクア
コスピクア（Cospicua マルタ語: Bormla [ˈbɔrmlɐ]）は、マルタ共和国にある都市。人口は5,170人（2019年）。首都バレッタの南東に位置している。ビルグ、セングレアと共に「3都市」（en:Three Cities）のひとつ。

## 歴史
1565年のマルタ包囲戦 で主戦場となった3都市の一角。戦後、城郭を拡大する工事が行われ、3都市を一体的に防衛する城壁が建設された。
イギリス統治下では港湾地区に海軍のドックが建設され大勢の労働者を雇用したため、町は繁栄した。しかし、第二次世界大戦中にドイツ軍とイタリア軍の空爆の標的となり大きな被害を受けた。
1950年代から1970年代にかけて産業構造の変化やイギリス地中海艦隊の解体などの出来事があり、町は荒廃した。住民の郊外への流出が続き、人口は最盛期の半分以下に落ち込んだ。
2000年以降、市当局は港湾地区の再開発に力を入れており、観光施設や大学などが誘致された。

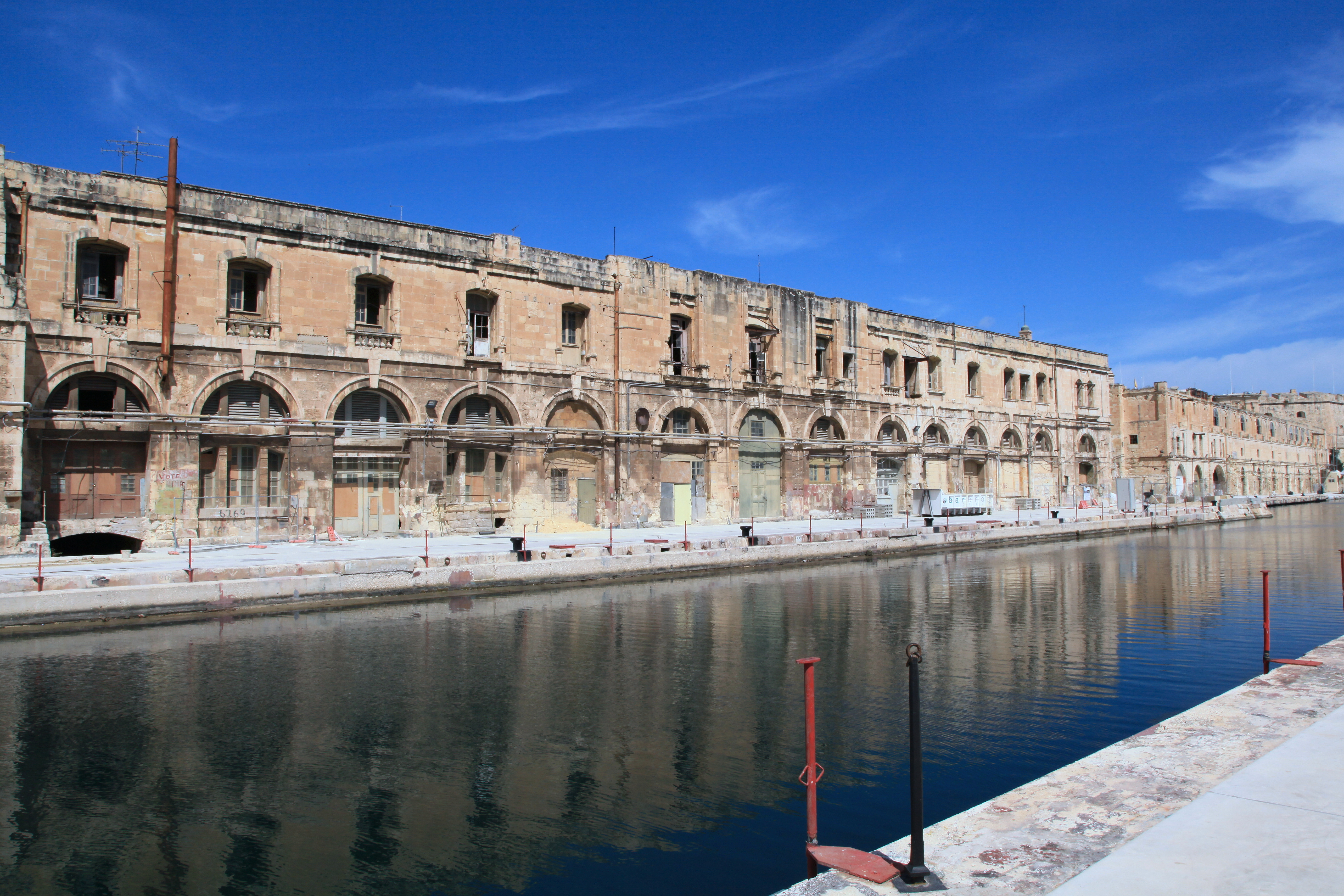
ドック No1
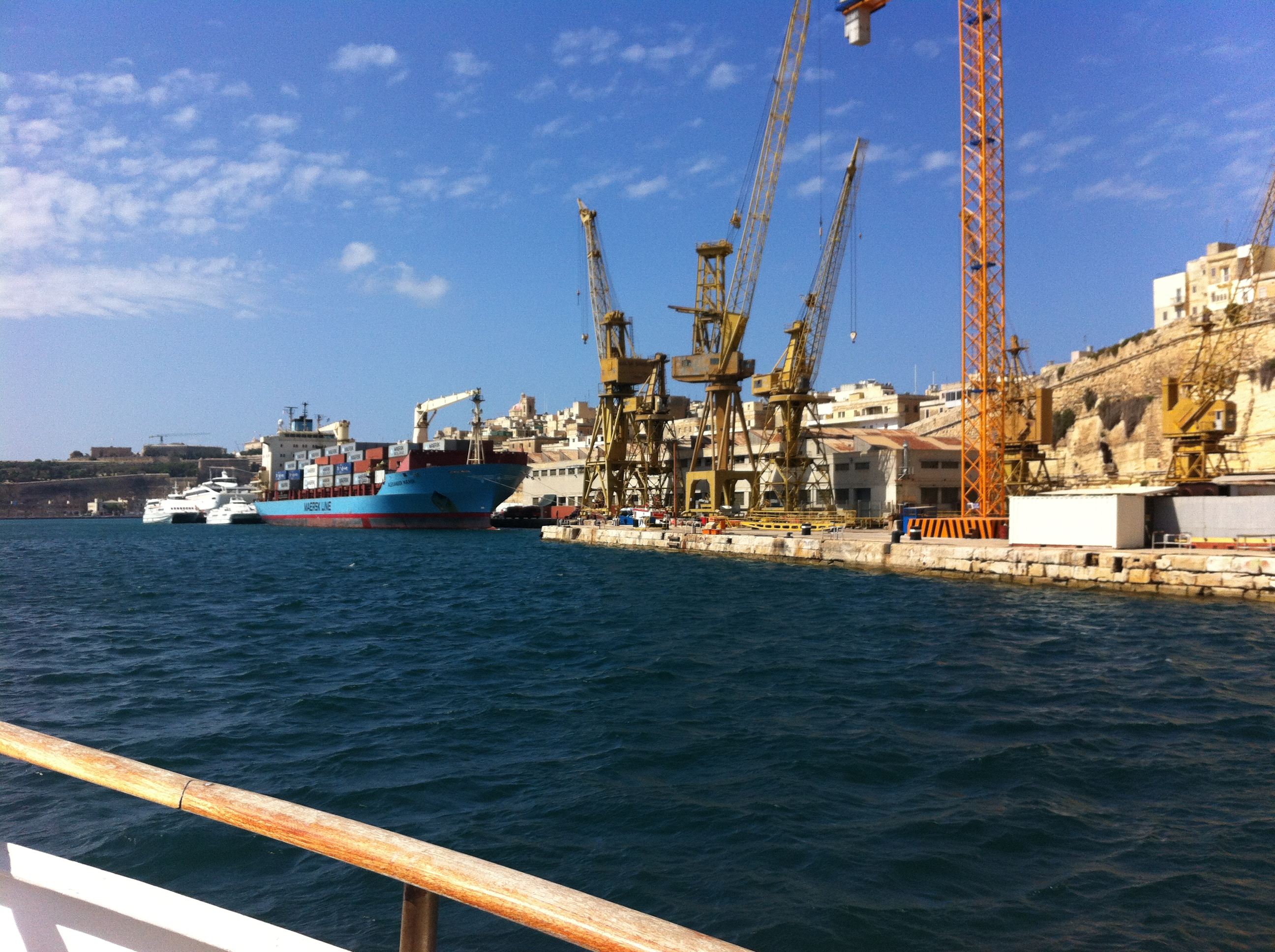
ドック No2
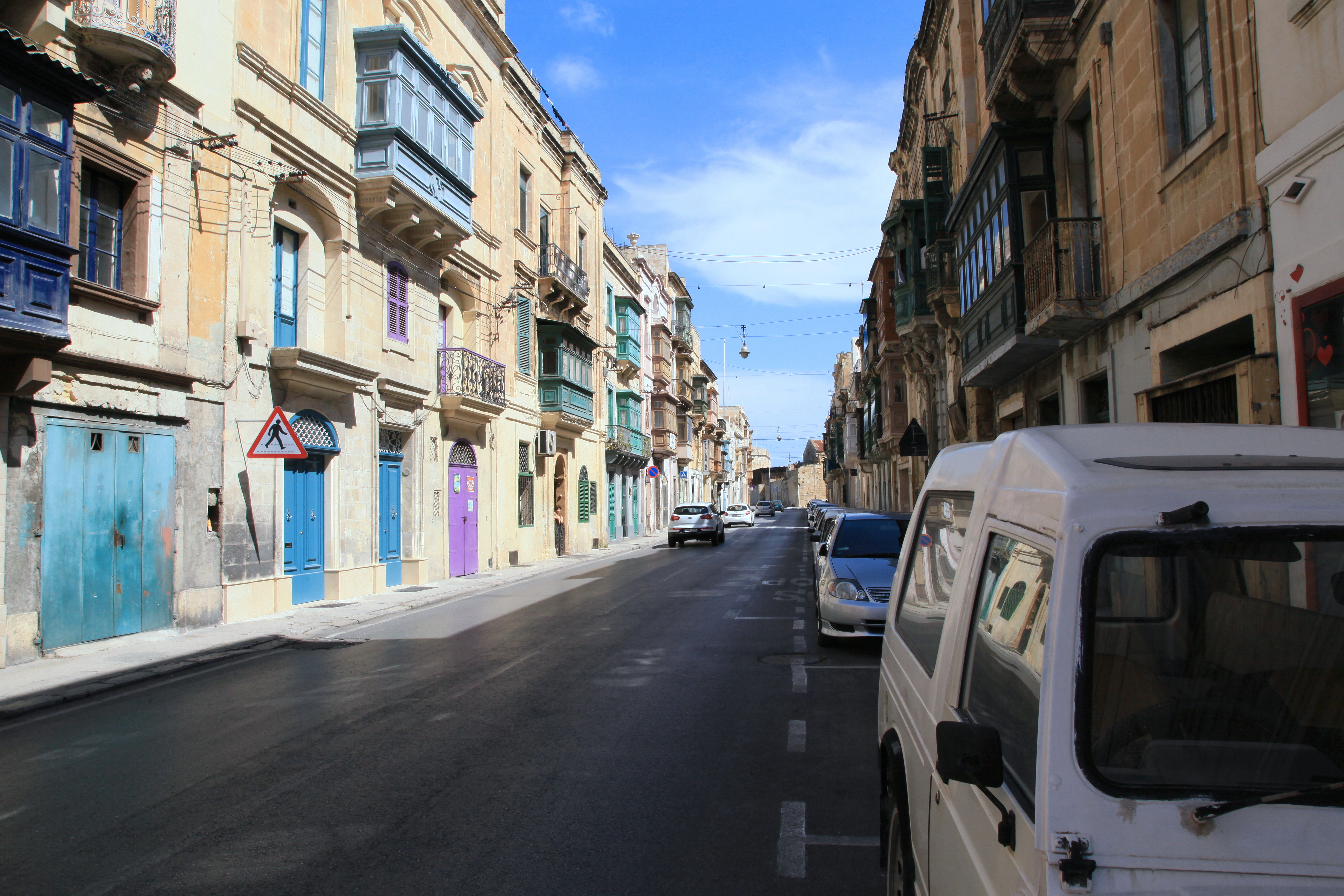
街並み
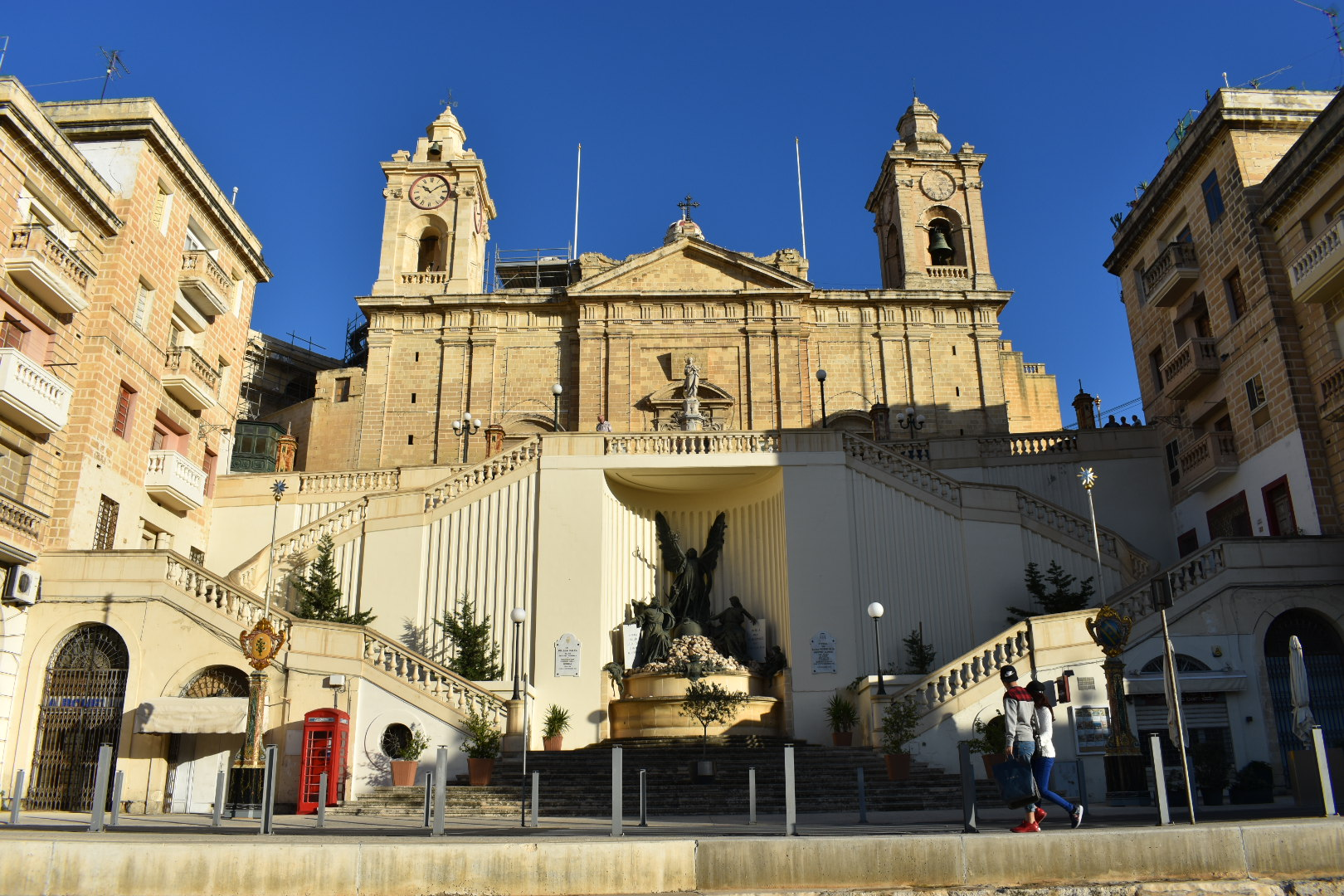
コスピクア大聖堂
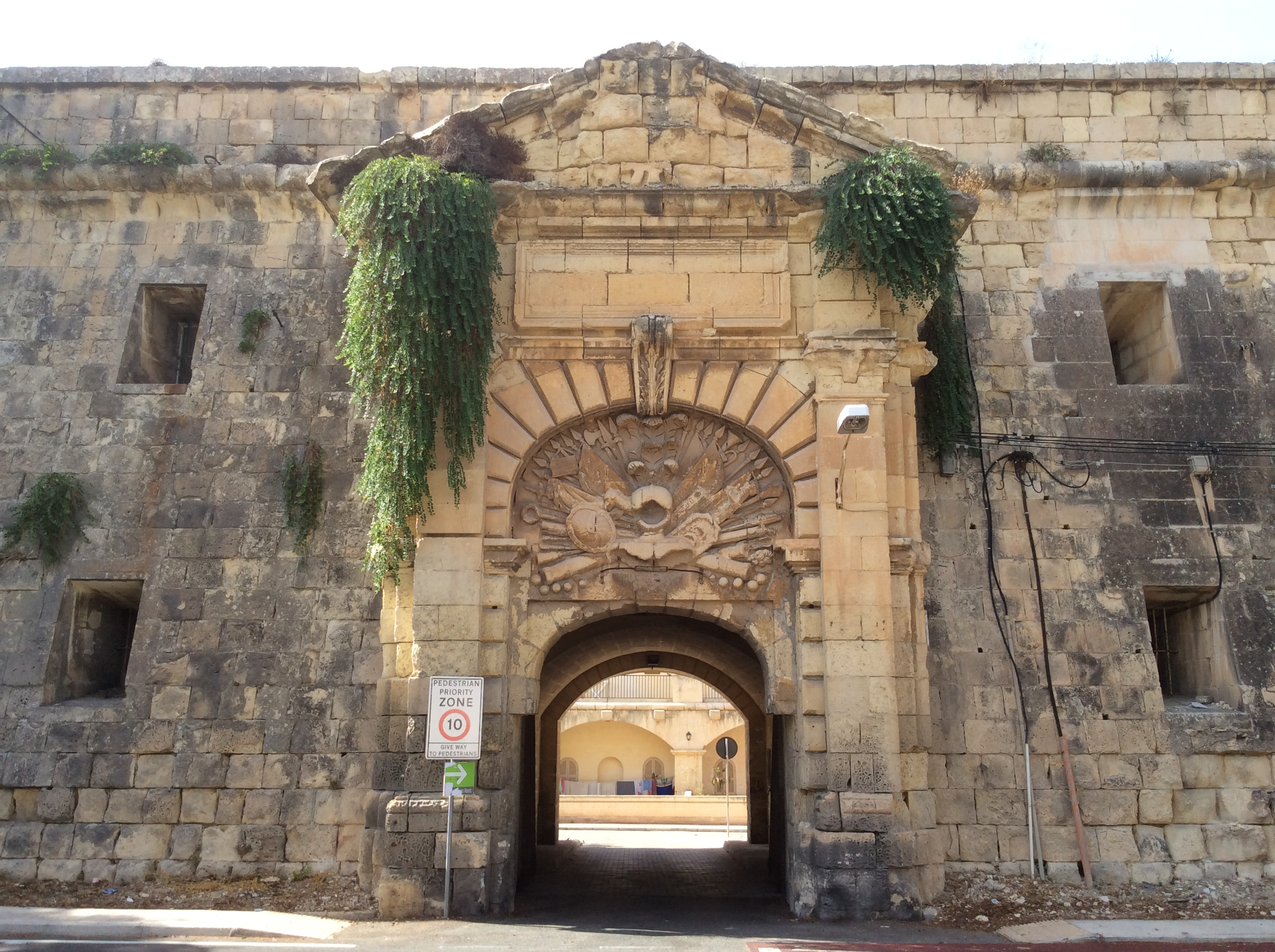
城門